# Akvaporin

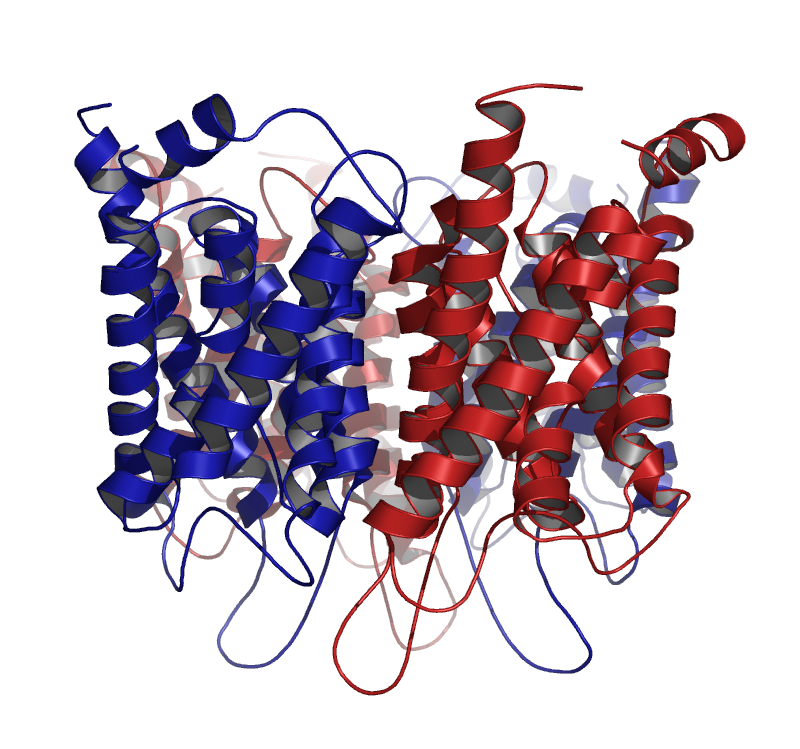
Krystalograficky určená struktura akvaporinu 1 (AQP1)

Akvaporin je označení pro skupinu proteinů, které regulují tok vody přes membránu. Řadí se mezi integrální membránové proteiny.

## Funkce
Akvaporiny umožňují řízený transport vody v případech, kdy nestačí běžná difuze, jako v kanálcích uvnitř nefronu ledvin, žlázových buňkách či na membránách červených krvinek. U rostlin se akvaporinové kanály uplatňují například ve svěracích buňkách průduchů.
Voda je schopná přestupovat těmito kanály na základě usnadněné osmózy, žádné jiné molekuly nikoliv (dokonce ani vodíkové kationty skrz akvaporiny neprojdou).

## Akvaporiny v medicíně
Porucha genů pro syntézu akvaporinů může mít za následek vznik vážných lidských onemocnění. Objev akvaporinů je tedy významný milník a byla za to Peterovi Agreovi v roce 2003 udělena Nobelova cena za chemii. (společně s Roderickem MacKinnonem, objevitelem draslíkových kanálů).